# Motor Town: Behind the Wheel
Motor Town: Behind the Wheel es un videojuego de simulación de vehículos desarrollado y publicado por P3 Games para Microsoft Windows. Fue lanzado el 17 de diciembre de 2021.

## Jugabilidad
Es un juego de conducción de mundo abierto donde se puede conducir en un amplio mapa que ofrece multiples carreteras como asfalto y grava e inclusive experimentando condiciones offroad, mientras experimentas un ciclo de día y de noche, recojer autoestopistas, repostar combustible y verificar que las partes de tu vehículo se encuentren en buen estado como los neumáticos, el motor, etc. Hay policías patrullando que perseguirán al jugador si comienza hacer desastres. Cuenta con trabajos de conducción interactivos como taxi, autobús, camiones, etc. También cuenta con física de conducción realista con asistencia de conducción. Tiene un modo para un jugador y multijugador. Se puede competir con la IA u otros jugadores en las pistas de carretera y barro. La tabla de clasificación en línea te muestra los mejores tiempos. Además también cuenta con autocross para mejorar las habilidades de conducción.